# فرزاد عبداللهی
مهندس فرزاد عبدالهی دارای مدرک کارشناسی ارشد مهندسی عمران و عضو سازمان نظام مهندسی ساختمان استان تهران میباشد.
مهندس عبدالهی دارای پروانه اشتغال به کار مهندسی پایه دوم طراحی.نظارت واجرا ساختمان میباشد.
ایشان بیش از6سال در بنیاد مسکن استان تهران و بیش از7سال در سازمان نوسازی مدارس مشغول به فعالیت بودند و در حال حاضر در نوسازی مدارس استان لرستان شهرستان الیگودرز مشغول به فعالیت هستند.
ایشان در زمینه ی اجرائی و نظارتی ساختمان اعم از:فونداسیون(شناژ)اجرا سازه فلزی وبتنی؛مشارکت و مشاوره در ساخت؛پیمانکاری صفرتاصدساختمان؛نوسازی و بازسازی بافت های فرسوده؛طراحی و محاسبات انواع پلان های سازه ای و معماری مشغول به فعالیت هستند.
ادرس دفتر استان تهران:سهروردی شمالی خیابان شهید جنتیان ساختمان کیان9طبقه4واحد11
تلفن09364500435    09222165101
و ادرس دفتر لرستان:الیگودرز بلوار دانشگاه جنب بانک ملی شعبه چمران میباشد.09163643372

## افتخارات
- مدال نقره مسابقات نوجوانان آسیا در اردن سال ۲۰۰۷
- مدال طلا مسابقات قهرمانی آسیا در چین سال ۲۰۰۸
- مدال طلا مسابقات غرب آسیا در ایران سال ۲۰۰۸
- مدال نقره جام باشگاههای آسیا در ایران سال ۲۰۰۹
- مدال برنز تورنمنت بین‌المللی آذربایجان در سال ۲۰۰۹
- مدال طلا مسابقات دهه فجردر سال ۲۰۰۹
- مدال طلا مسابقات قهرمانی آسیا در قزاقستان سال ۲۰۱۰
- مدال طلا مسابقات جام جهانی در ارومچی چین ۲۰۱۰
- مدال برنز بازیهای آسیایی گوانگژو ۲۰۱۰
- مدال برنز جام ستارگان جهان درمکزیک سال ۲۰۰۹
- مدال طلا مسابقات بین‌المللی جام فجر تهران در سال ۸۹
- مدال نقره تورنمنت بین‌المللی انگلیس در سال ۲۰۱۰
- مدال طلا تورنمنت بین‌المللی آلمان در سال ۲۰۱۱